# Go-oo
Go-oo (también Go-Open Office; denominado anteriormente ooo-build) es un paquete de oficina descontinuado que comenzó como una colección de parches para OpenOffice.org y, posteriormente, se convirtió en una bifurcación independiente de OpenOffice.org con diversos perfeccionamientos, auspiciada por Novell.
ooo-build se puso en marcha en 2003. Hacia 2005, el nombre de dominio go-oo.org estaba en uso. El primer lanzamiento independiente de Go-oo fue la versión 2.3.0, en octubre de 2007. Go-oo fue suspendido en favor de LibreOffice en septiembre de 2010.
Go-oo incluía un mejor manejo de los formatos de archivo OOXML de Microsoft Office que OpenOffice.org, con capacidad de escritura o exportación en estos formatos, así como otros refinamientos que no habían sido aceptados en el proyecto originario.  A algunos partidarios del software libre les preocupaba que Go-oo fuese un esfuerzo por parte de Novell para incorporar tecnologías de Microsoft que pudieran estar sujetas a reclamos de patentes, y que el proyecto legitimara OOXML, lo que iría en detrimento de la interoperatividad entre documentos. Disponibles directamente en Go-oo estaban las funcionalidades de exportación de PDF híbridos (archivos PDF que integran consigo sus documentos originantes) y el Minimizador de presentaciones de Sun, entre otras.
El paquete catalogado como «OpenOffice.org» en muchas distribuciones Linux se trataba en realidad de Go-oo, y no OpenOffice.org.

## Historia
La colección de parches ooo-build inició en Ximian durante 2003, antes de que a esta empresa la comprase Novell. Al principio, esto se debió a la reticencia de Sun de aceptar parches externos en OpenOffice.org, incluso los provenientes de socios corporativos. La mayoría de las distribuciones Linux utilizaron ooo-build para crear sus paquetes en lugar del código original de OpenOffice.org.
Desde finales de 2007, varias distribuciones Linux, incluidas SUSE (en sus varias encarnaciones), Debian y Ubuntu, colaboraron en la manutención de Go-oo como un gran conjunto de parches a OpenOffice.org que, a causa de diversos motivos técnicos o burocráticos, no se habían aceptado en (o, en algunos casos, ni siquiera remitido a) el proyecto original. Otros actores ofrecieron asimismo compilaciones para Windows basadas en Go-oo, por ejemplo, OxygenOffice Professional y OpenOffice.org Novell Edition.
El programador británico Michael Meeks, de Novell (quien también trabajó en OpenOffice.org y GNOME), comentó que la diferenciación se había realizado porque Sun Microsystems quería conservar el derecho de vender el código en condiciones privativas, tal como se había hecho con IBM Lotus Symphony. Sun fue acusada de no aceptar las contribuciones de la comunidad. Go-oo, en cambio, favorecía las contribuciones externas, con normativas semejantes a las adoptadas posteriormente para LibreOffice.
En septiembre de 2010, The Document Foundation anunció LibreOffice como una bifurcación completamente separada de OpenOffice.org. El proyecto Go-oo pasó a considerarse obsoleto en favor de LibreOffice, y los cambios de Go-oo se incorporaron en LibreOffice.

### Versiones
Normalmente, las compilaciones estables de Go-oo se solían poner a disposición del público un par de días después de las de OpenOffice.org. Las compilaciones para Windows detentaban un dígito final de versión distinto del de las compilaciones para Linux correspondientes. Estuvo disponible una versión estable para Macintosh.
| Windows           | Windows                  | Linux             | Linux                   | Macintosh        | Macintosh               |
| Versión           | Disponibilidad           | Versión           | Disponibilidad          | Versión          | Disponibilidad          |
| ----------------- | ------------------------ | ----------------- | ----------------------- | ---------------- | ----------------------- |
| 2.3.0 (inestable) | 8 de octubre de 2007     | 2.3.0 (inestable) | 14 de noviembre de 2007 | —                | —                       |
| 2.4.0             | 30 de abril de 2008      | 2.4.0 (inestable) | 20 de febrero de 2008   | —                | —                       |
| 2.4.1             | 10 de junio de 2008      | 2.4.1             | 26 de junio de 2008     | —                | —                       |
| 3.0               | 22 de octubre de 2008    | 3.0.0             | 21 de noviembre de 2008 | —                | —                       |
| 3.0.1             | 4 de febrero de 2009     | 3.0.1             | 5 de febrero de 2009    | —                | —                       |
| 3.1.0             | 2 de junio de 2009       | 3.1.0             | 2 de junio de 2009      | 3.1.0            | 28 de mayo de 2009      |
| 3.1.1             | 16 de septiembre de 2009 | 3.1.1             | 5 de septiembre de 2009 | 3.1.1            | 4 de septiembre de 2009 |
| 3.2.0 (3.2.0-13)  | 26 de febrero de 2010    | 3.2.0             | 26 de febrero de 2010   | 3.2.0 (3.2.0.13) | 26 de febrero de 2010   |
| 3.2.1 (3.2.1-11)  | 21 de julio de 2010      | 3.2.1             | 21 de julio de 2010     | 3.2.1            | 4 de junio de 2010      |

## Diferencias entre OpenOffice.org y Go-oo

### Ventajas
- Go-oo podía ser más rápido al ejecutar algunas operaciones que OpenOffice.org.[24][25]
- La instalación de OpenOffice.org 3.0 dejó de incluir un gran número de herramientas de apoyo a la escritura (revisores ortográficos, tesauros y silabadores para división a final de renglón), dado que impactaban el rendimiento del programa. Por ello, se crearon versiones regionales que podían incluir diccionarios para ciertos idiomas y se disponibilizaron todos los diccionarios en forma de extensiones descargables.[26] A partir de la versión 3, la instalación de Go-oo incorporó diccionarios para muchos idiomas en una sola extensión como parte de los archivos de instalación.
- Se mejoró la representación en pantalla de los tipos de letra chinos.[25]

#### Prestaciones
- Go-oo incluyó efectos de transición en tres dimensiones para las presentaciones (Linux).[27]
- En Linux se aprovechó el marco multimedia GStreamer para la reproducción de medios;[25]
- Go-oo introdujo un cuadro combinable como control de escala, en sustitución del botón simple de OpenOffice.org. Versiones posteriores de OOo 2.x incluyeron un elemento clicable en la barra de estado, y en OOo 3.0 y 3.1 se introdujo un control deslizante.
- Go-oo Calc 2.4.x disponía de una función incorporada denominada «Solver». Era algo distinta de la función del mismo nombre que OpenOffice.org 3.0 incorporó posteriormente. OpenOffice.org 2.4.x carecía por completo del Solver.[cita requerida]

#### Compatibilidad con tipos de archivo
- Go-oo podía escribir archivos OOXML, a diferencia de OpenOffice.org, que únicamente podía leerlos.

Importación
- Go-oo 2.4.x incluyó compatibilidad incorporada para abrir archivos Office Open XML y aportó esta funcionalidad a los usuarios de Windows 98/ME. (Aunque OpenOffice.org 3.x podía abrir archivos Office Open XML, esas versiones OOo no podían instalarse en Windows 98/ME.)
- Compatibilidad con macros VBA;
- Importación de archivos de Microsoft Works;[25]
- Importación de archivos de Lotus Word Pro;
- Go-oo Draw era capaz de abrir nativamente archivos SVG. OpenOffice Draw necesita una extensión.[28][29][30]
- La extensión para importar PDF se incluyó de manera predeterminada en Go-oo 3.0.
- Mejoras en dibujos EMF;
- Importación de imágenes de WordPerfect.

Guardado/exportación
- A partir de la versión 3.0, Go-oo podía guardar archivos XLS protegidos por contraseña. Para ello, empleó solamente un método básico de cifrado, compatible con muchas aplicaciones de hoja de cálculo (como Gnumeric).
- Go-oo 3.x podía guardar archivos Office Open XML como docx, xlsx y pptx a través del Conversor OpenXML de Novell.[31] Puesto que Go-oo para Windows y OpenOffice.org Novell Edition eran similares, el Conversor OpenXML de Novell podía funcionar en Go-oo 3.x.[32]

### Desventajas
- Las traducciones de Go-oo estaban disponibles solo como paquetes de idioma instalables sobre la versión inglesa.[13] En algunos casos, las traducciones de la interfaz de usuario y los diccionarios para los distintos idiomas diferían de aquellos de OpenOffice.org.

### Otras diferencias
- Go-oo utilizaba los iconos «estilo Tango» para los accesos directos de la aplicación, las barras de herramientas y los archivos asociados.[33][34]
- La primera vez que OpenOffice.org iniciaba, se abría un asistente que guiaba al usuario por la configuración de un nombre de usuario y el registro del producto.[35] Este asistente se deshabilitó en Go-oo.